# Limu

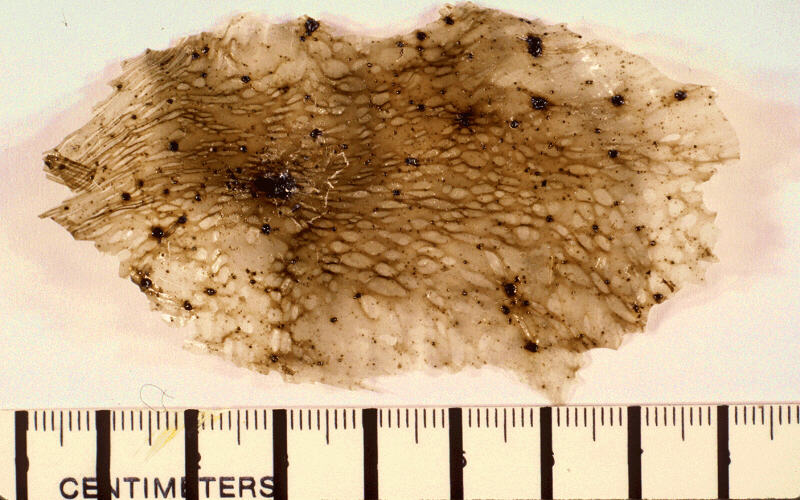
Vista de cerca de un limu.

Limu, Limu o Pele (Algas de Pelé en idioma hawaiano) refiere a delgadas hojuelas de vidrio basáltico que a veces se forma cuando lava pahoehoe entra al mar. Su formación ocurre cuando agua marina entra en contacto con lava quedando parte del agua atrapada en la lava hirviendo y formando burbujas de vapor en esta. Al romperse las burbujas sus paredes forman limus.